# 和泉大輔
和泉 大輔（いずみ だいすけ、1985年5月13日 - ）は奈良県五條市出身の俳優。松竹芸能所属。

## 来歴
日本人の父、エチオピア人の母を親に持つ。
生まれて半年で母親の国であるエチオピアに父の仕事の関係で移り住む。
5歳までエチオピアのアディスアベバで過ごし、翌年にはインドネシアのジャカルタへと居を移す。
テディベア幼稚園を経て、ジャカルタ日本人小学校に入学。
8歳の頃に一時帰国し、日本で2ヶ月程過ごした後、再びインドネシアはスラウェシ島へと移る。
スラウェシ島では日本人学校が無かった為、インターナショナルスクールへ入学。
10歳までスラウェシ島で過ごし、1994年10月頃に帰国、1995年三度インドネシアへ、かつて暮らしていたジャカルタで1998年10月まで過ごしていた。
以降、高校卒業まで奈良県五條市で過ごす。
奈良県立五條高等学校を卒業後、沖縄の琉球大学に進学。
卒業後、兼ねてから憧れていた芸能界を目指すべく奈良へと帰郷。
肉体と精神を鍛える為、陸上自衛隊予備自衛官補として訓練に励む。
予備自衛官に任官後、松竹芸能タレントスクールに入所。
以降現在まで松竹芸能所属の俳優として、舞台、映像、イベント等、マルチに富んだ仕事で活躍。
2015年に自ら主体となり劇団未来機関を設立。

## 出演

### 舞台
- とんかつロック（2024年4月19日 - 26日、大阪松竹座 / 5月4日 - 19日、新橋演舞場 / 5月23日 - 27日、御園座 / 6月1日・2日、本多の森北電ホール）[1]